# كارلوس كوردوبا
كارلوس كوردوبا (بالإسبانية: Carlos Córdoba)‏ (5 نوفمبر 1958 بالأرجنتين - ) هو لاعب كرة قدم أرجنتيني في مركز الدفاع. لعب مع بوكا جونيورز.

## وصلات خارجية
- كارلوس كوردوبا على موقع قاعدة بيانات كرة القدم.إي يو (الإنجليزية)